# Distretto di Orurillo
Il distretto di Orurillo è uno dei nove distretti della provincia di Melgar, in Perù. Si trova nella regione di Puno e si estende su una superficie di 379,05 chilometri quadrati.

Ha per capitale la città di Orurillo; nel censimento 2005 si contava una popolazione di 11.449 unità.